# Maaza Mengiste
Maaza Mengiste (Addis Abeba, 1971) es una escritora etíope-estadounidense. Entre sus novelas se incluyen Beneath the Lion's Gaze (2010) y The Shadow King (2019), finalista del Premio Booker en 2020.

## Formación
Mengiste nació en Addis Abeba, Etiopía, pero abandonó el país a la edad de cuatro años, cuando su familia huyó de la Revolución Etíope. Pasó el resto de su infancia en Nigeria, Kenia y Estados Unidos. Más tarde estudió en Italia con una beca  Fulbright y obtuvo un máster en escritura creativa en la Universidad de Nueva York.

## Trayectoria
Mengiste ha publicado obras de ficción y no ficción que tratan de la migración, la revolución etíope y la difícil situación de los inmigrantes subsaharianos que llegan a Europa. Ha colaborado en The New York Times, The New Yorker, Granta, Lettre Internationale, Enkare Review, Callaloo, The Granta Anthology of the African Short Story, New Daughters of Africa, y  en BBC Radio 4.
Su primera novela, Beneath the Lion's Gaze, publicada en 2010, en la que cuenta la historia de una familia que lucha por sobrevivir a los tumultuosos y sangrientos años de la Revolución Etíope, fue nominada por The Guardian como uno de los 10 mejores libros africanos contemporáneos  y traducida al francés, español portugués, alemán, italiano, holandés y sueco. Fue finalista del Premio Dayton Literary Peace 2011, del Premio Flaherty-Dunnan de novela novel, del Premio NAACP Image y del Premio Indies Choice al libro del año para adultos debutantes. En 2013 fue becaria Puterbaugh Fellow de World Literature Today. Entre sus influencias se encuentran  E.L. Doctorow, Toni Morrison, James Baldwin y Edith Wharton.
En su segunda novela, El rey de las sombras (2019), acerca de la invasión de Mussolini en Etiopía en 1935, indaga en la vida de las mujeres soldado que participaron en la guerra de su país, a las que no se suele tener en cuenta en la historia africana.  Alex Clark en The Guardian dijo sobre ella: "Es tanto una narrativa razonablemente convencional -hay mucha acción, una descripción detallada y un enfoque extendido entre los personajes principales- y a la vez sutilmente impredecible. La historia y la modernidad se yuxtaponen en las asimetrías fácticas de la guerra (los etíopes dependen de armas obsoletas y a menudo defectuosas y no tienen forma de comunicación a larga distancia más allá de los mensajeros). También se colocan uno al lado del otro en el tipo de conciencia que experimentan todos los personajes". Michael Schaub de NPR escribió: "La importancia de la memoria, de aquellos que nos precedieron y de las cosas que preferimos olvidar, está en el corazón de The Shadow King. Sin embargo la estrella de la novela es la hermosa escritura de Mengiste, que hace que sea casi imposible dejar de leer. Mengiste tiene un verdadero don para el lenguaje; su escritura es poderosa pero nunca florida, atrapa al lector y se niega a soltarlo. Y esto, combinado con su excelente sentido del ritmo, convierte el libro en una de las novelas más bellas del año. Es un llamamiento valiente e impactante para que el mundo recuerde a todos los que hemos perdido a causa de la violencia sin sentido".
Mengiste participa en la lucha por los derechos humanos. Forma parte del consejo asesor de Warscapes, una revista en línea independiente que destaca los conflictos actuales en todo el mundo, y está afiliada al Centro Joven para los Derechos de los Niños Inmigrantes. Mengiste también forma parte del Consejo de Administración de Words Without Borders.
En 2013, junto con Edwidge Danticat y Mona Eltahawy, Mengiste contribuyó con una sección al documental de Richard E. Robbins Girl Rising sobre la educación de las niñas en todo el mundo para 10x10 Films, con la narración de Meryl Streep, Anne Hathaway, Alicia Keys y Cate Blanchett.
Mengiste es actualmente profesora de inglés en Wesleyan University. Anteriormente, enseñó en el programa MFA de escritura creativa en Queens College, City University of New York, y en el programa Creative Writing en el Lewis Center for the Arts en Princeton University.
De enero a junio de 2020, Mengiste fue "escritora residente" en la Literaturhaus Zurich y en PWG Foundation también en Zúrich.

## Premios y reconocimientos
- Beca Fulbright, Italia, 2010-2011.[20]
- Finalista del primer Premio Flaherty-Dunnan de novela, 2010.[21]
- Beneath the Lion's Gaze fue nombrado uno de los mejores libros de 2010, de ficción. Christian Science Monitor, 2010.[22]
- Premio literario de la paz de Dayton, finalista de ficción, 2011.[23]
- Beneath the Lion's Gaze, nombrado uno de los "10 mejores libros africanos contemporáneos". The Guardian, 2012.[24]
- Becaria Puterbaugh, 2013.[25]
- Fondo Nacional de las Artes, Beca de Literatura, 2018-Prosa.[26]
- Creative Capital Award, Ficción Literaria, 2019.[27]
- Premio The Bridge Book - Academia Americana en Roma, Embajada de Estados Unidos en Italia, Casa delle Letterature di Roma, Federazione Unitaria Italiana Scrittori, Centro de Ficción, Roma, 2019.[28][29]
- Literaturhaus - Escritores en residencia, 2020.[30]
- Academia Estadounidense de Artes y Letras, ganadora del premio de literatura, 2020.[31]
- Finalista  Premio Booker[32]
- Finalista Los Angeles Times Book Prize Fiction 2020.[33]
- Premio de relato corto de los premios Edgar[34]
- Premio Gregor von Rezzori, 2021.[35][36]
- Becaria Cullman de la Biblioteca Pública de Nueva York[37]

## Obras

### Libros
- Beneath the Lion's Gaze, W.W. Norton, 2010.
- The Shadow King, W.W. Norton (EE. UU.), 2019; Canongate (Reino Unido).
- Addis Ababa Noir, Akashic Book, 2020.

### Ensayos
- "Vanishing Virgil". Granta, 15 de noviembre de 2011.[38]
- "A New Tizia'". Callaloo, 2011
- "The Madonna of the Sea". Granta, 30 de enero de 2012
- "Crative Writing as Translation". Callaloo, 2012
- "The Conflicted Legacy of Meles Zenawi". Granta, 2012.
- "¿Qué hace a un africano de verdad?". The Guardian, 7 de julio de 2013
- "No debemos apartar la mirada de las crisis en África". The Guardian, 31 de julio de 2014
- "Desde un lugar que se encoge". The New Inquiry, 25 de noviembre de 2014
- "Flores repentinas". The New Yorker, 4 de febrero de 2015
- "La ficción dice una verdad que la historia no puede". Guernica, 2 de noviembre de 2015
- "Cosas inauditas". The Massachusetts Review (57: 1), 2016
- "Primo Levi en Naciones Unidas: Maaza Mengiste". Primo Levi Center, Printed_Matter, 6 de mayo de 2016
- "Historia de la flexión". Nka: Journal of Contemporary African Art (38–39), noviembre de 2016
- "Cómo 'S-Town' falla a los oyentes negros". Rolling Stone, (13 de abril de 2017)
- "Quiero que mi trabajo exista en la memoria de las personas". Revista Anxy (3), 2018
- "Prefacio". En Vintage Addis Ababa,  Ayaana Publishing, 2018
- "Esto es lo que hace el viaje". En The Displaced: Refugee Writers on Refugee Living, Abrams Books,[39] 2018.
- "En las tierras altas de Etiopía, una búsqueda de esperanza y terror". Wall Street Journal, 20 de agosto de 2019.
- "Escribiendo sobre las mujeres negras olvidadas de la guerra italo-etíope". Literary Hub, 24 de septiembre de 2019.
- "De Homer a Alexievich: Top 10 libros sobre el costo humano de la guerra". The Guardian, 29 de enero de 2020.